# Yasaka-ji (Matsuyama)

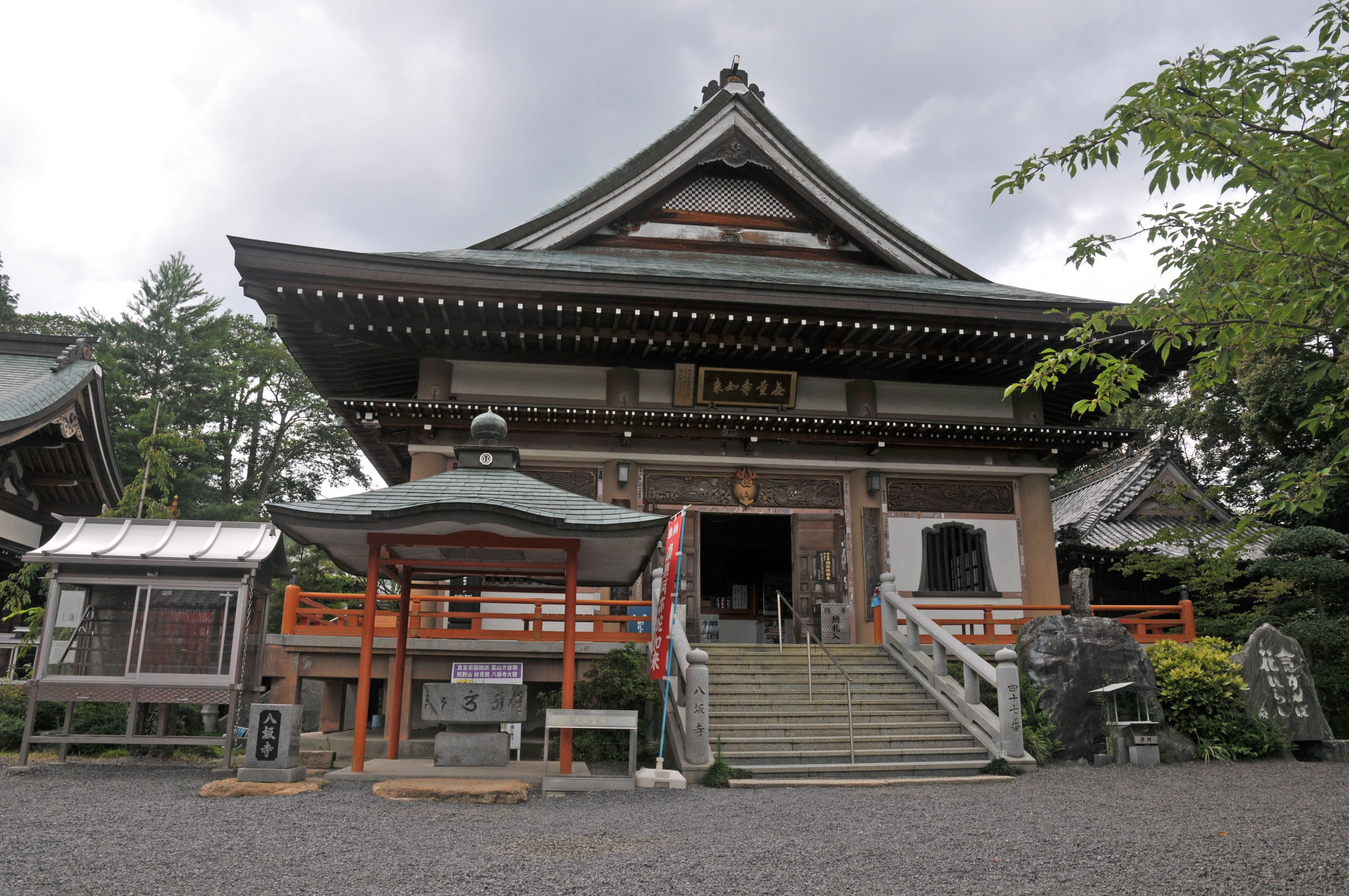
Haupthalle im Jahr 2009

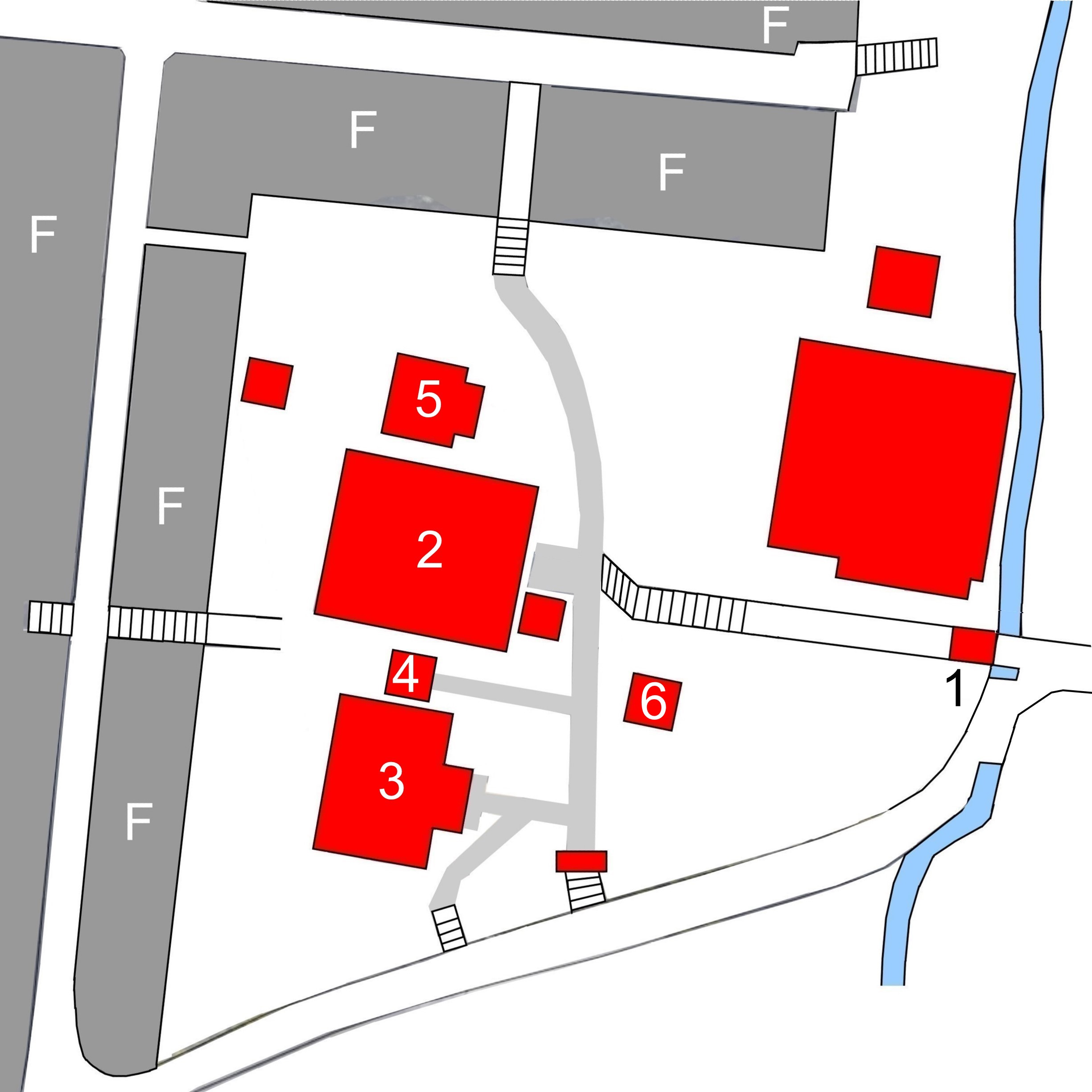
Plan des Tempels (s. Text)

Der Yasaka-ji (japanisch 八坂寺) mit den Go Kumanozan (熊野山) und Myōkenin (妙見院) ist ein Tempel der Kōyasan-Richtung (高野山派) des Shingon-Buddhismus in der Stadt Matsuyama (Präfektur Ehime). In der traditionellen Zählung ist er der 47. Tempel des Shikoku-Pilgerwegs.

## Geschichte
Der Begründer des Shugendō En no Gyōja soll die erste Gebetsstätte angelegt haben. Damit ist er ein Tempel mit einer Geschichte von 1.300 Jahren. Der eigentliche Tempel, der auf einer Anhöhe lag, soll auf Wunsch des Kaisers Shōmu vom Staatsbevollmächtigten Ochi Tamazumi (越智玉興) um das Jahr 700 angelegt worden sein. Zu der Zeit kamen dort acht (八, Ya) Hangwege (坂道, Sakamichi) zusammen, die so namensgebend wurden. 
Als Priester Kūkai im Jahr 815 auf seiner Pilgerfahrt durch Shikoku diesen Ort aufsuchte, baute er den verfallenen Tempel wieder auf. Die Hauptkultfigur, ein sitzender Amida-Buddha (木造阿弥陀如来坐像, Mokuzō Amida Nyorai zazō) aus Holz, soll Priester Genshin (源信; 942–1017) angefertigt haben. Er ist als Kulturgut der Präfektur registriert, wird aber nur alle 50 Jahre öffentlich gezeigt, das nächste Mal im Jahr 2034.
Der Tempel wurde während der Bürgerkriegsjahre der Tenshō-Zeit (天正; 1573–1592) zerstört, fand schließlich einen neuen Ort auf dem Hügel, auf dem sich bereits Gebetsstätten für den schintoistischen Heiligen Jūnisha Gongen (十二社権現) und den in der Provinz Kii verehrten Kumano Daigongen (熊野大権現) befanden.

## Anlage
Man betritt die Tempelanlage durch ein schmales Tempeltor (山門, Sammon; 1), steigt eine Treppe hoch, passiert links die Tempelglocke (鐘楼, Shōrō; 6) und hat dann die Haupthalle (本堂, Hondō; 2) vor sich.  Weiter links steht oben die Halle, die dem Tempelgründer gewidmet ist, die Daishidō (大師堂; 3). Zwischen Haupthalle und Daishidō steht die kleine Emmadō (焔魔堂, auch 閻魔堂 geschrieben; 4) und ganz rechts der Schrein Kumano-Nijūsha Gongendō (熊野十二社権現堂; 5). Am Rande des Geländes steht die im Jahr 2005 errichtete Gruppe aus Stein, nämlich der heilige Fudō mit zwei kleinen Begleitern (不動三尊).
Ein weiträumig angelegter Friedhof (F) umgibt den Tempel im Westen und Norden.

## Bilder

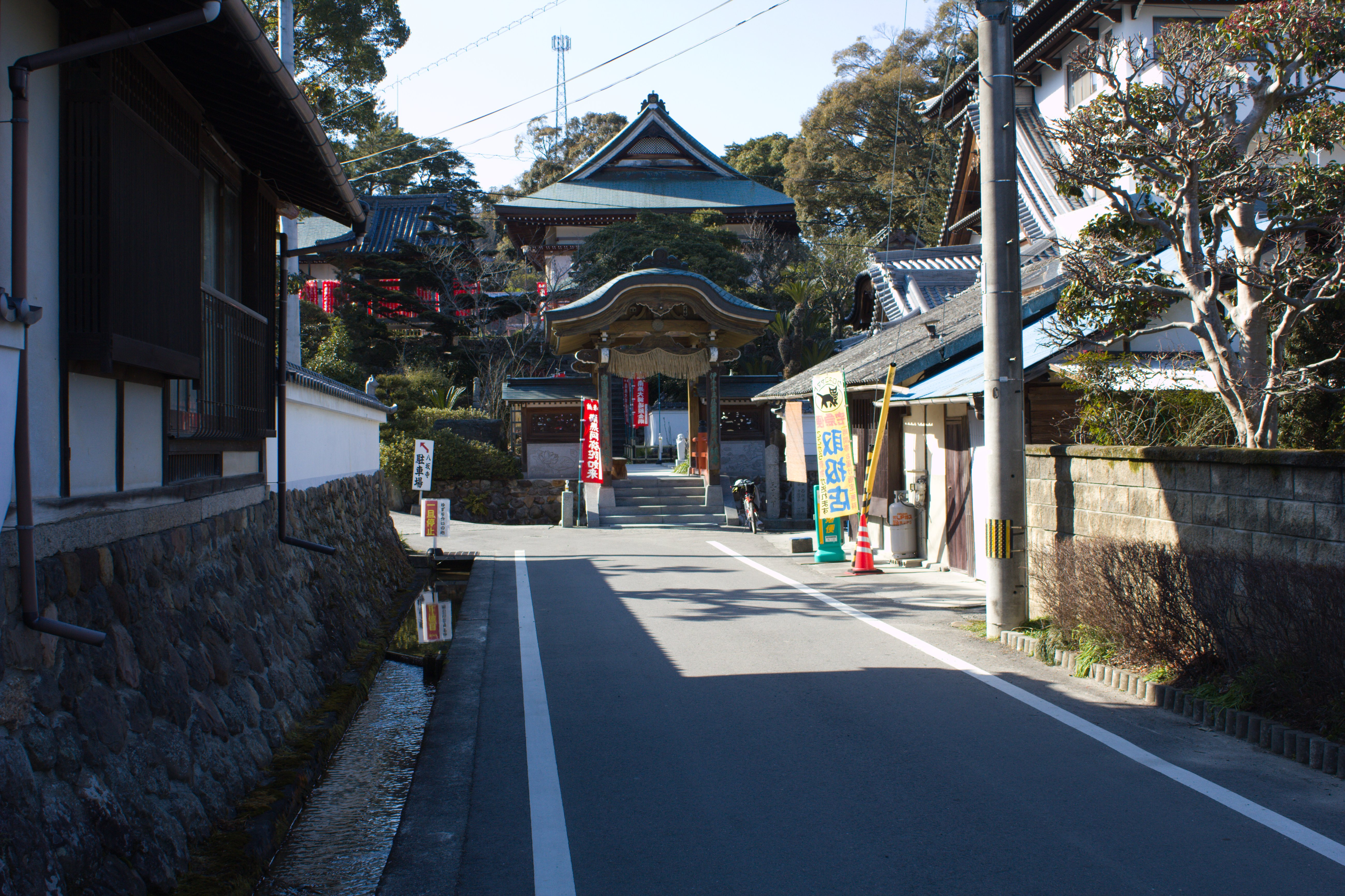
Tempeltor, darüber Haupthalle
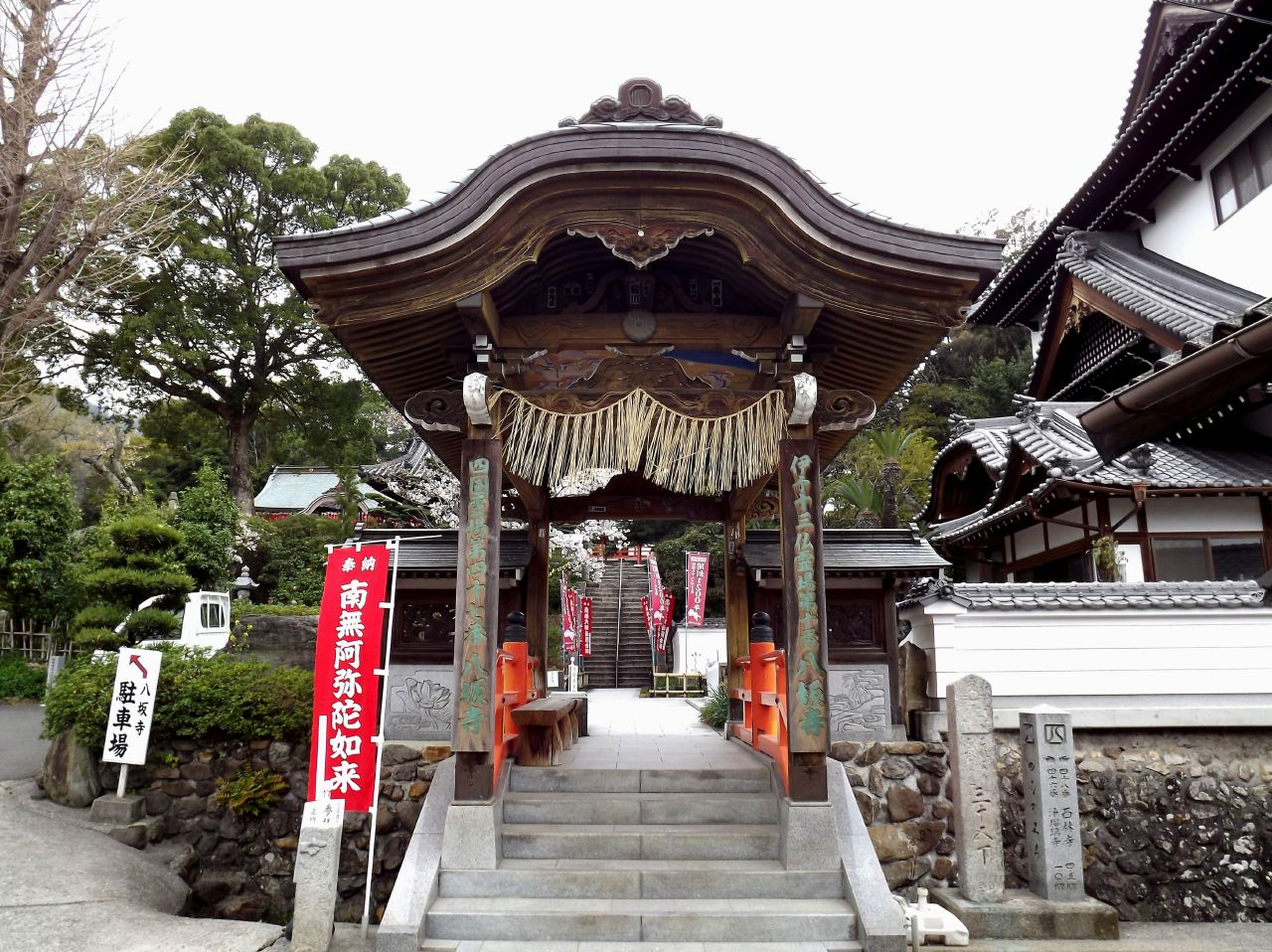
Tempeltor
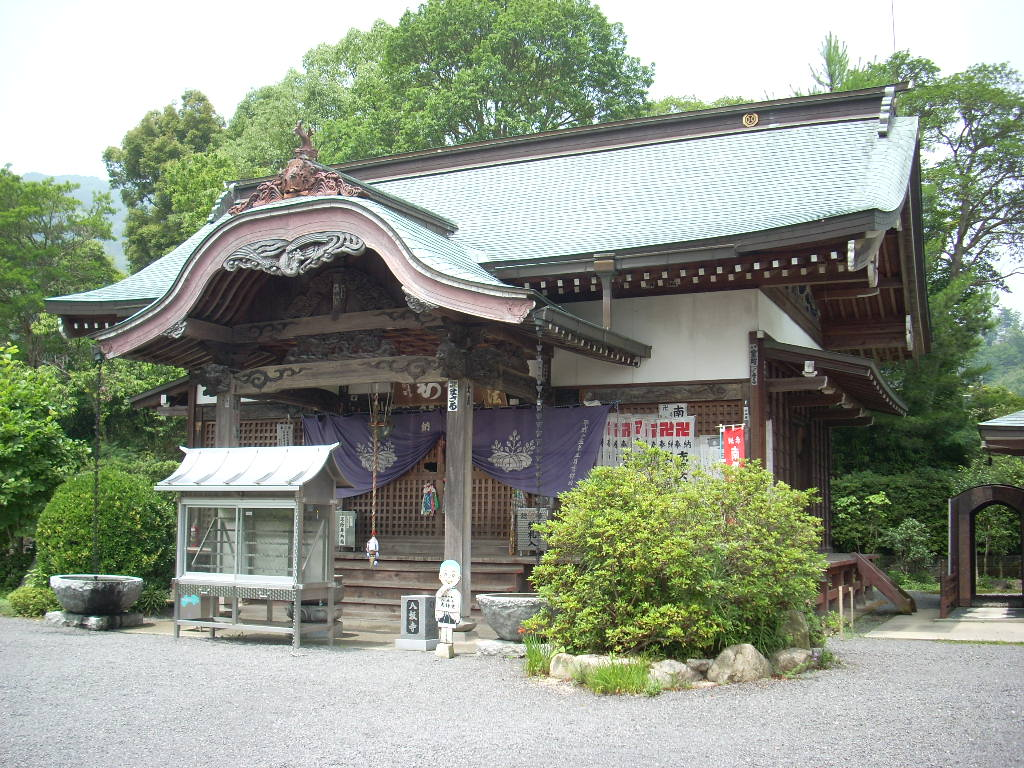
Daishidō
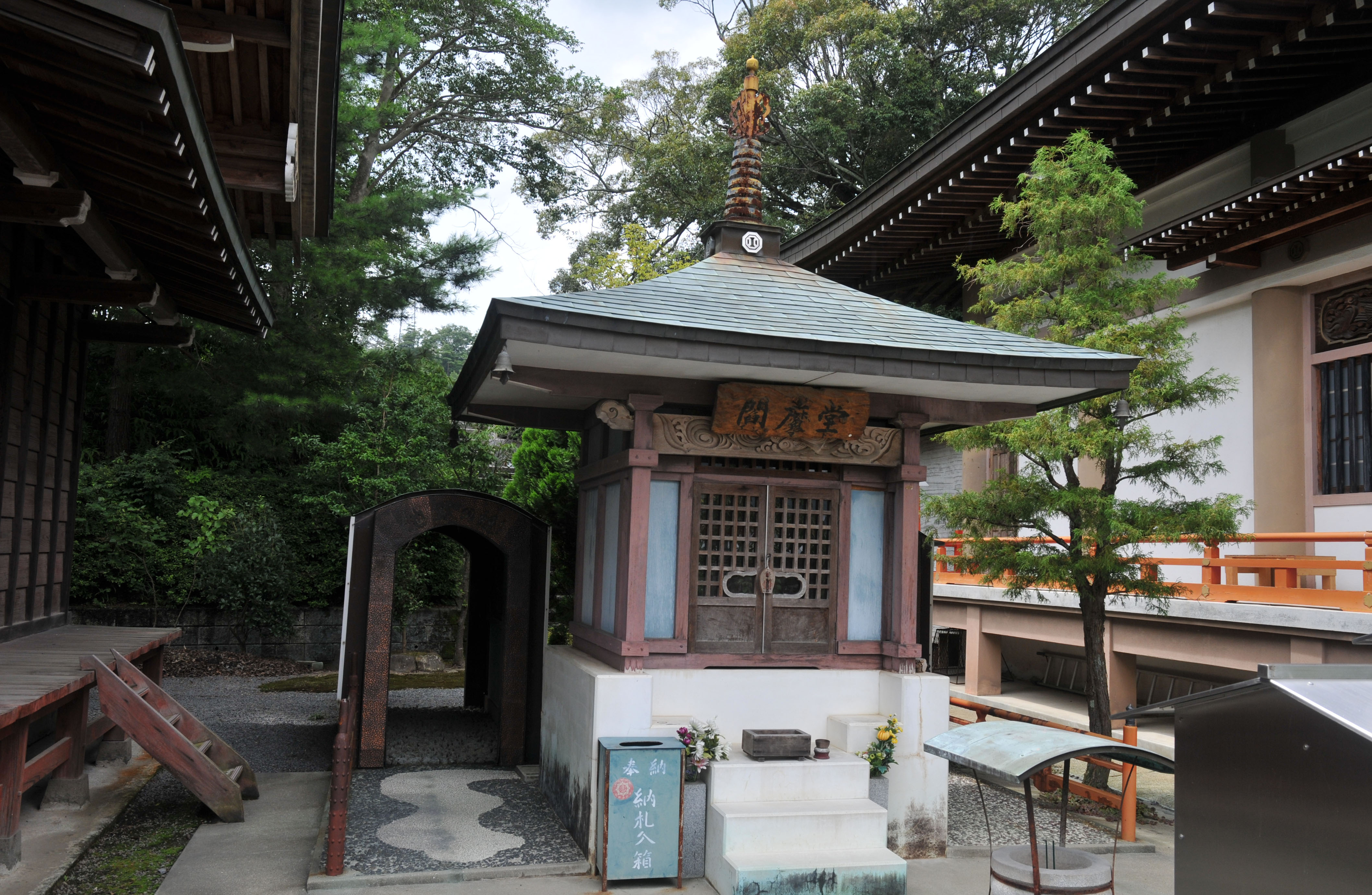
Emma-Pavillon
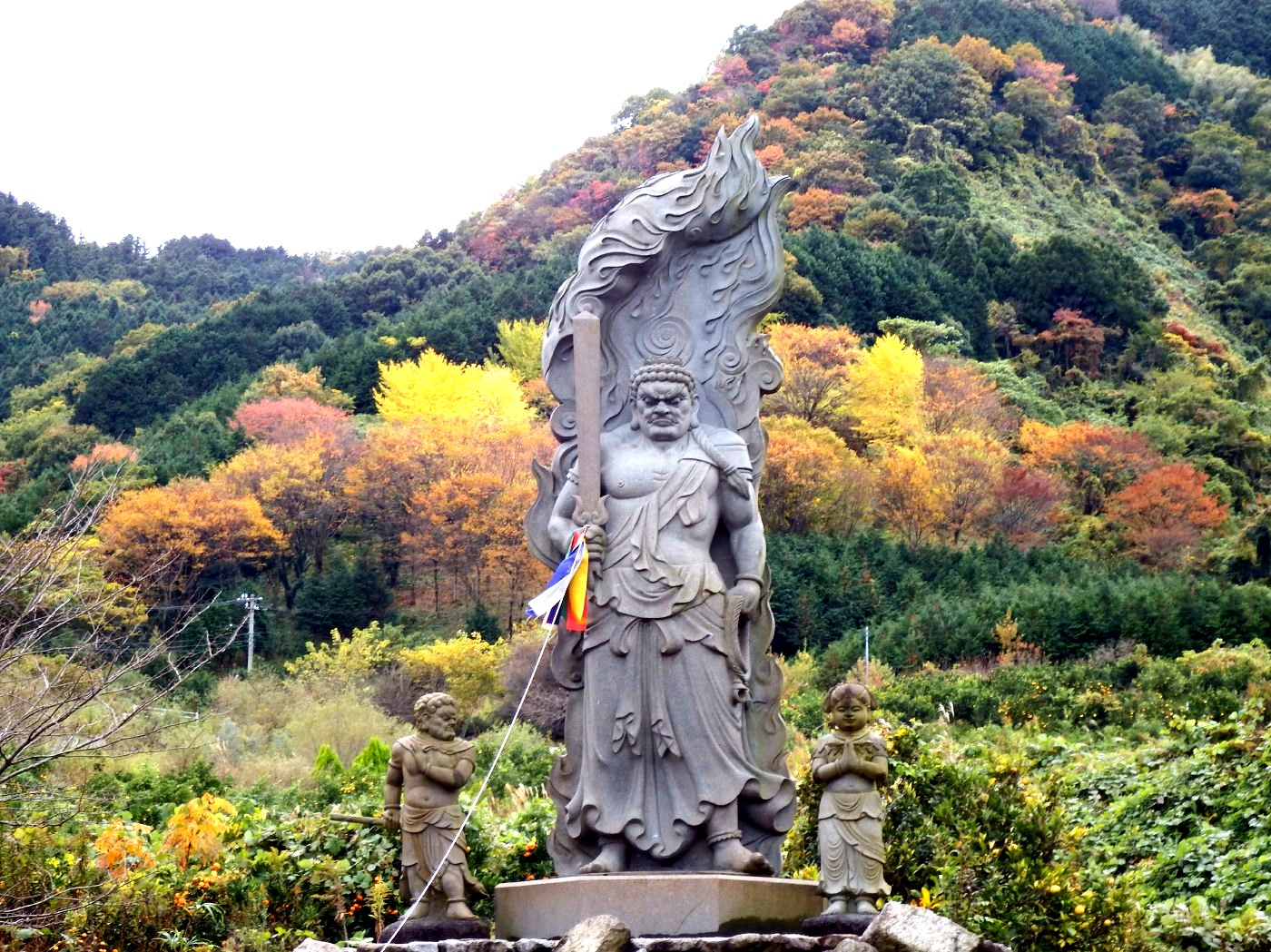
Fudō mit Begleitern
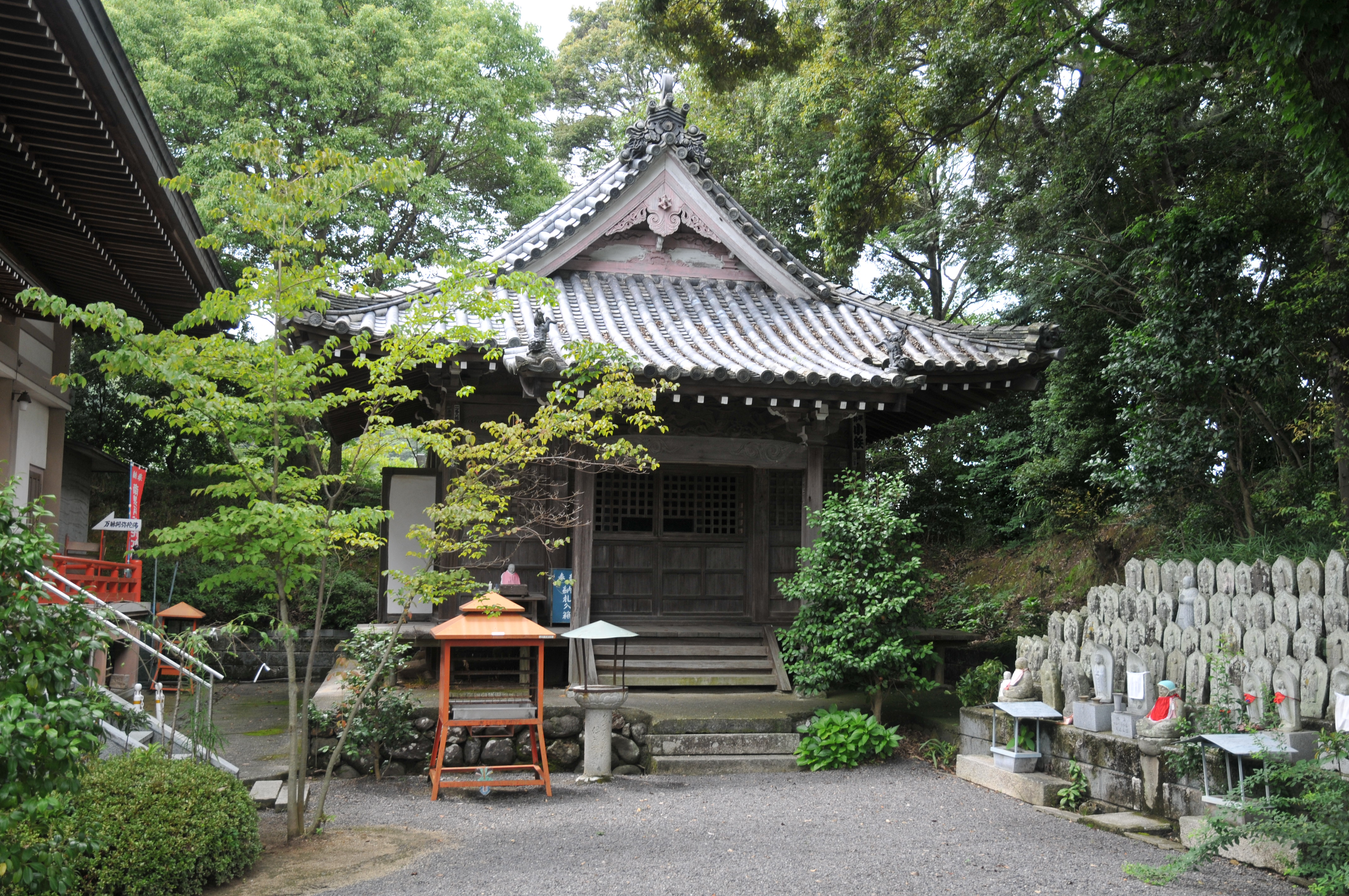
Kumano jūnisha Gongendō